# Задерака, Максим Сергеевич
Макси́м Серге́евич Задера́ка (укр. Максим Сергійович Задерака; 7 сентября 1994 года; Александрия, Кировоградская область, Украина) — украинский футболист, полузащитник клуба «Кривбасс».

## Биография
Родился в Александрии Кировоградской области. В футбольную секцию юного Задераку отвели родители. В чемпионате ДЮФЛ играл за «Александрию» в первой лиге. В сезоне 2009/10 его команда, выступавшая в первой лиге, вышла в финальную стадию, где заняла второе место. Задерака был признан лучшим игроком первой лиги. После этого тренер-селекционер донецкого «Металлурга» Альберт Ковалёв пригласил его на просмотр. В Донецке полузащитник приглянулся тренеру молодёжной команды Сергею Шищенко, после чего подписал контракт с дончанами. В составе «молодёжки» «Металлурга» дебютировал в марте 2011 года в игре с «Динамо». Тренеры Владимир Пятенко, Юрий Максимов и Сергей Ташуев привлекали Задераку к тренировкам с первым составом.
В украинской Премьер-лиге дебютировал в первом туре сезона 2014/15. «Металлург» открывал сезон матчем с днепропетровским «Днепром», в конце которого Задерака заменил Александра Акименко. В первых шести турах чемпионата футболист неизменно выходил на поле в составе первой команды дончан, после чего вернулся в молодёжный состав. В июле 2015 года после расформирования «Металлурга» перешёл в днепродзержинскую «Сталь». В июне 2018 года после расформирования «Стали» вернулся в родной город и родной клуб — «Александрию».

## Достижения

### Командные
«Арарат» (Ереван)
- Обладатель Кубка Армении: 2020/21

«Кривбасс»
- Бронзовый призёр чемпионата Украины: 2023/24

### Личные
- Лучший игрок месяца украинской Премьер-лиги: сентябрь 2023